# Steyr 50
La Steyr 50 era una piccola autovettura presentata nel 1936 dalla casa automobilistica austriaca Steyr-Daimler-Puch. La carrozzeria aveva delle forme aerodinamiche e la sua produzione venne approvata da Karl Jenschke nel 1935.

## Il contesto
L'auto era dotata di motore quattro cilindri boxer con raffreddamento a liquido, trazione posteriore e trasmissione a quattro marce. Per risparmiare spazio venne utilizzato un avviamento tipo Dynastarter il cui alberino era anche quello che sosteneva la ventola del radiatore. La Steyr 50 era pensata quale vettura popolare austriaca ed aveva anche il soprannome di Steyr Baby.
Rispetto alla Volkswagen Maggiolino la 50 offriva sedili migliori ed uno spazio maggiore per i bagagli pur avendo una lunghezza inferiore. Era disponibile anche un tetto scorrevole formato da un pannello di metallo ed impianto dei freni idraulico.
All'inizio del 1938 la vettura venne aggiornata e dotata di un motore più potente e di un interasse più ampio. Il nuovo modello venne chiamato Steyr 55 e rimase in vendita fino al 1940.
In totale furono prodotti circa 13.000 esemplari di questa vettura.